# Anouk Vetterová
Anouk Vetterová (* 4. února 1993) je nizozemská atletka, stříbrná medailistka z LOH 2020, mistryně Evropy z roku 2016 a trojnásobná medailistka z mistrovství světa v sedmiboji.

## Kariéra
Při startu na mistrovství Evropy v roce 2014 skončila mezi sedmibojařkami sedmá. Na světovém šampionátu v Pekingu o rok později obsadila dvanácté místo. Největším úspěchem se pro ni stal titul mistryně Evropy z Amsterdamu v roce 2016, kde navíc výkonem 6 626 bodů vylepšila nizozemský rekord v sedmiboji.

## Osobní rekordy

### Dráha
- sedmiboj – 6 867 bodů – 18. července 2022, Eugene

### Hala
- halový pětiboj – 4 548 bodů – 6. března 2015, Praha